# أميبا
الأميبا أو الأميبة أو المُتَمَوِّرَة (من فعل تَمَوَّرَ، أي جاء وذهب متردّدًا) أو المُتَحَوِّلَة (بالإنجليزية: Amoeba)‏ جنس كائن حي وحيد الخلية ينتمي إلى مملكة الطلائعيات وشعبة الأنبوبيات. وهي تعيش داخل الجسم بشكل طفيلي أو متعايش. وصفت أول حالة زحار أميبي عام 1875 من قبل الطبيب الروسي فيدور لوش في سانت بترسبرغ. للمتحولة لها عدة أنواع، منها:
- المتحولة الحالة للنسج (اسمها العلمي Entamoeba histolytica)، وهي العامل المسبب لداء الأميبات والتي تشمل الزحار المتموري وخراج الكبد.
- المتحولة اللثوية[9] (اسمها العلمي Entamoeba gingivalis)، اسمها القديم المتحولة الشدقية (كان اسمها العلمي Entamoeba buccalis)،[10][11] وهي تعيش داخل فم الإنسان والقرد والكلب القط، وهي توجد لدى الناس ذوي النظافة الفمية المتدنّية.[12]
- المتحولة الموشكوفسكية (اسمها العلمي Entamoeba moshkovskii)، وهي توجد في رواسب الأنهار والبحيرات، وهي شبيهة جدا بالمتحولة الحالة للنسج.[13]
- المتحولة المغيرة (اسمها العلمي Entamoeba invadens).
- المتحولة الهارتمانية (اسمها العلمي Entamoeba hartmanni)، وهي تعيش في قولون الإنسان والقرد والكلب، وهي غير ممرضة وأصغر حجما من المتحولة الحالة للنسج.[14][15]
- المتحولة البوتشيلية (اسمها العلمي Entamoeba buetschlii).
- المتحولة القولونية (اسمها العلمي Entamoeba coli)، وهي غير ممرضة، تعيش في قولون الإنسان والقرد والكلب وربما أيضا الخنزير.[16][17]
- المتحولة المتغيرة (اسمها العلمي Entamoeba dispar)، وهي غير ممرضة وتشبه في شكلها المتحولة الحالة للنسج، غير أنه لم يُعثر على كريات حمراء داخل أتاريفها.[18][19]

## البنية التركيبية للكائن
المتحولة خلية صغيرة غير منتظمة الشكل تحتوي على نواة حقيقية واحدة وتتميز بوجود قدم كاذبة واحدة وهي قدم كاذبة سائلية داخل غشاء حاصر، يحتوي جسم المتحولة أيضًا على فجوة متقبضة وعضيات أخرى وتفتقد لوجود حبيبات خطية (ميتوكوندريا)، تتحرك الأميبا حركة انزلاقية بطيئة باستخدام الأقدام الكاذبة حيث تظهر هذه الأقدام وتختفي من منطقة إلى أخرى في جسمها مسببة انزياحًا بسيطًا في كل مرة.

## دورة الحياة
دورة الحياة للمتحولة بسيطة، الأتروفة (المرحلة الناشطة للطفيليات الأولية) يبلغ قطرها 10-20 ميكرومترًا وتعتاش على البكتيريا بشكل أساسي، تتكاثر من خلال الانقسام الثنائي مخلفة خليتين صغيرتين، الغالبية العظمى من الأنواع تكون حولها كيسًا غشائيًا.، لوحظ أن حوالي ثلث الخلايا الناتجة أثناء الانقسام لا تستطيع الانفصال عن الخلية الأم وتقوم إحدى الخلايا المجاورة بمساعدتها على الانفصال.

## النمو
تنمو الأميبا عن طريق زيادة حجمها وذلك لانها وحيدة الخلية بعكس الكائنات متعددة الخلايا التي تنمو عن طريق عملية الانقسام المتساوي.

## المعيشة
تعيش الأميبا في المياه العذبة للبرك والمستنقعات والأماكن الرطبة.

## الشكل
غير منتظمة الشكل، وتكون بروزات في جسمها تعرف بالأقدام الكاذبة حيث تظهر وتختفي من منطقة إلى أخرى في جسمها، لها نواة حقيقية وفجوة متقبضة وعضيات أخرى.

## الحركة
تتحرك الأميبا حركة انزلاقية بطيئة باستخدام الأقدام الكاذبة.

## التغذي
تتغذى تغذية غير ذاتية على المواد العضوية المتحللة في بيئتها عن طريق تكوين أقدام كاذبة تحيط بفريستها حيث تحتويها داخل فجوة غذائية تفرز عليها الإنزيمات الهاضمة ثم تتخلص من الفضلات عن طريق تكوين فتحة شرج مؤقتة ومن ثم تختفي تلك الفتحة بعد طرد الفضلات.

## التكاثر
عن طريق الانقسام الثنائي البسيط حيث تنقسم النواة ثنائيا ثم ينقسم السيتوبلازم إلى قسمين يحوي كل منهما نواة فيكون عضو جديد.